# الإجهاض في كوبا

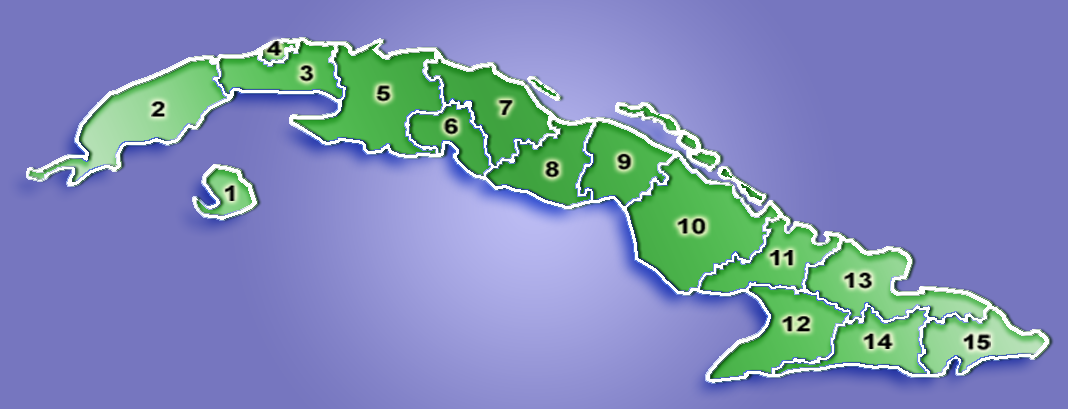
أرقام محافظات كوبا

الإجهاض في كوبا قانوني ومتاح عند الطلب، وهو أمر نادر الحدوث في أمريكا اللاتينية بسبب انتشار التأثير الكاثوليكي. من غير المحتمل أن تتبع بقية أمريكا اللاتينية قريبًا النموذج الكوبي حيث يميل السياسيون والمعلقون الاجتماعيون ومسؤولو الكنيسة جميعًا إلى معارضة الإجهاض، متذرعين بأسباب الدين و «الأخلاق». صرحت الدكتورة سوسا مارين من اللجنة الوطنية لتنظيم الأسرة أن «الحق في الإجهاض هو حق المرأة وشركائها».

## تاريخ
كان الإجهاض في كوبا مقصورًا على حالات إيذاء الأم أو الجنين وحالات الحمل بسبب الاغتصاب. في حين كانت طبيعة هذا القانون مقيدة للغاية، لم يتم تطبيق القانون نفسه بشكل صارم، مما يعني أن الإجهاض كان لا يزال متاحًا حتى قبل تقنينه. علاوة على ذلك، قبل التقنين الكامل، الذي يغطي تكاليف الإجهاض، كانت الرسوم الخاصة منخفضة نسبيًا، مما سمح لمعظم نساء الطبقة المتوسطة والعليا بتحمل تكاليف الإجهاض الخاص على الرغم من القانون.
ومع ذلك، مع ارتفاع عدد عمليات الإجهاض الخاصة، ارتفعت أيضًا معدلات الوفيات بين النساء اللائي يسعين إلى الإجهاض غير القانوني في ذلك الوقت. كان الارتفاع في معدلات الوفيات هو الذي أطلق شرارة تحرير الإجهاض القانوني في عام 1965, والذي لم يعد مقصورًا على الحالات القصوى وكان من المقرر أن يقوم به أطباء عامون مجانًا، بدلاً من ممارسين خاصين.
كان معدل الخصوبة قبل الثورة في كوبا منخفضًا للغاية، مقارنة بأقرانها في أمريكا اللاتينية، وانخفض إلى 26 لكل 1,000 شخص في عام 1958. شهدت كوبا ما بعد الثورة طفرة كبيرة في المواليد، بلغت ذروتها في منتصف الستينيات. بعد زيادة معدل الخصوبة إلى جانب إلغاء تجريم الإجهاض عام 1965, ارتفعت معدلات الإجهاض القانوني في كوبا بشكل كبير. بحلول عام 1977, وصل عدد السكان الكوبيين إلى 420 حالة إجهاض قانوني لكل 1,000 شخص، وهو أعلى معدل إجهاض قانوني في العالم خلال السبعينيات.

## الوضع القانوني الحالي
على أمل الحد من معدلات الوفيات المرتفعة بين النساء الكوبيات اللائي يحاولن الإجهاض الذاتي، ألغت الحكومة الكوبية تجريم الإجهاض في عام 1965. تم تعزيز الكفاح من أجل التشريع في عام 1979, عندما تم تمرير تشريع لجعل الإجهاض أكثر سهولة بالنسبة للمرأة الكوبية. منذ ذلك الحين، ظل الإجهاض في كوبا متاحًا بسهولة كما أنه مجاني في جميع أنحاء البلاد من نظام الرعاية الصحية العامة الوطني في كوبا.
تتطلب عمليات الإجهاض المتأخرة، بعد 10 أسابيع، تقييمًا رسميًا يتم إجراؤه بواسطة لجنة من أطباء أمراض النساء وطبيب نفساني. على عكس البلدان الأخرى في أمريكا اللاتينية، فإن القيود الحكومية على الإجهاض ليست متجذرة في أسباب أخلاقية أو التزام كاثوليكي، ولكنها تستند بدلاً من ذلك إلى عوامل الخطر للمرأة التي تسعى إلى إنهاء الحمل.
يُعتقد أنه بصرف النظر عن المضاعفات الجسدية والوفاة، فإن النساء اللائي يخضعن لعمليات إجهاض متعددة معرضات للعقم.

## أساليب
على مر التاريخ، استخدمت الأعشاب والنباتات الطبيعية للحث على الإجهاض وإنهاء الحمل غير المرغوب فيه في أمريكا اللاتينية. تشمل الممارسات الشائعة الأخرى للحث على الإجهاض غير القانوني إدخال أشياء مثل العصي والقسطرة في الرحم من أجل تمزق الكيس الأمنيوسي لتحفيز الإنهاء. ومع ذلك، فإن طرق الإجهاض هذه غير آمنة للغاية وغالبًا ما تؤدي إلى مضاعفات خطيرة للمرأة.
تظهر بيانات كوبا عدم وجود ارتباط بين استخدام وسائل منع الحمل ومعدل الإجهاض. لاحظت بلدان أمريكا اللاتينية الأخرى، مثل شيلي، انخفاض معدلات الاستشفاء المتعلقة بمضاعفات الإجهاض غير الآمن بعد تعميم استخدام موانع الحمل. لكن كوبا ترى في الوقت نفسه ارتفاعًا في استخدام وسائل منع الحمل ومعدلات عالية للإجهاض.
قد يكون أحد التفسيرات المحتملة لهذا النقص في الترابط هو معدلات فشل وسائل منع الحمل المرتفعة في كوبا، والتي ارتفعت بنسبة 20٪ في عام 1987.

## المجتمع والثقافة
لا تزال وسائل منع الحمل وطرق تحديد النسل الأخرى شائعة الاستخدام في كوبا، بالإضافة إلى الإجهاض، كوسيلة لتنظيم الخصوبة. في حين أن الإجهاض لا يزال وسيلة شائعة للغاية لتنظيم الخصوبة في كوبا، فإن اللولب وموانع الحمل الفموية هي أكثر التدابير الوقائية شيوعًا ضد الحمل بالنسبة للنساء الكوبيات.
في كوبا، ترتبط معدلات المواليد المنخفضة بشكل شائع بفكرة الحداثة، وقد أصبحت ممكنة بفضل توفر الإجهاض الآمن في جميع أنحاء البلاد.